# Saran (Kazachstan)
Saran (Kazachs: Саран Қ.Ә.; Russisch: Сарань, Saran’) is een - met district gelijkgestelde - mijnstad (kolen), gelegen aan de rivier de Nura (Нұра) in de oblast Qaraghandy in Kazachstan.
Begin 2019 telde deze stad, samen met haar randgebied Aqtas (Ақтас), 52.000 inwoners, waarvan 58% Russen en slechts 17% Kazachen. 
Saran ligt ongeveer 15 km van de stad Karaganda en 25 km ten zuidwesten van de districtshoofdstad Qaraghandy.

## Geschiedenis
De stad werd in december 1954 gevormd, daarvoor was het een deel van de stad Qaraghandy. Sinds 1961 behoren tot deze stad ook de voormalige onafhankelijke dorpen: Malaja Saran, Dubovka, Bajtam, Sokur, Saran-Ugolnaja en Aqtas. 

## Economie
Zoals in de meeste andere steden in dit gebied, is ook in Saran de mijnbouw de belangrijkste activiteit. Zowel in ondergrondse mijnen als in dagbouw wordt steenkool gewonnen. Voorts zijn er fabrieken voor de productie van beton-elementen en baksteen. Er is een opleidingsschool voor onderwijzers.

## Monumenten
De stad telt enkele monumenten:
- Obelisk voor de militaire overwinning op het plein aan de Rabochaja-straat. Opgericht ter gelegenheid van de 40e verjaardag van de overwinning in de Tweede Wereldoorlog. Een andere obelisk herdenkt de 30e verjaardag.
- Zjambyl Zjabajev buste. Zjabajev is een Kazachse dichter.
- Aleksandr Poesjkin buste. Geplaatst ter ere van zijn 157e verjaardag.
- Arkadij Gaidar buste. Gaidar was een Sovjet-schrijver.
- Monument voor V.V. Majakovskij – Sovjet-dichter.
- Monument voor Vladimir Lenin. Geplaatst in 1970 ter ere van zijn 100e verjaardag.
- Mausoleum van Igilik Utepov bai, in het industriegebied van Saran.

## Geboren in Saran
- Andrej Mizoerov (* 1973), wielrenner